# Trichoprosopon compressum
Trichoprosopon compressum är en tvåvingeart som beskrevs av Lutz 1905. Trichoprosopon compressum ingår i släktet Trichoprosopon och familjen stickmyggor. Inga underarter finns listade i Catalogue of Life.